# الشتراوه
الشتراوه (به آلمانی: Elsteraue) یک شهر در آلمان است که در بورگنلاندکرایس (فورمر دیشتریکت) واقع شده‌است. الشتراوه ۹٬۶۹۶ نفر جمعیت دارد.